# Gymnanthula sennai
Gymnanthula sennai Leloup, 1964 è un antozoo della famiglia Botrucnidiferidae. È l'unica specie del genere Gymnanthula.